# Дубровина (деревня)
Дубровина — деревня в Тугулымском городском округе Свердловской области, России.

## Географическое положение
Деревня Дубровина муниципального образования «Тугулымского городского округа» расположена в 26 километрах к северо-востоку от посёлка Тугулым (по автотрассе в 44 километрах), по обоим берегам реки Канырка (правого притока реки Тура). В деревне расположен пруд.

## Население
| 2002 | 2010 | 2021 |
| ---- | ---- | ---- |
| 99   | ↘75  | ↘44  |